# すばらしきわが人生
すばらしき わが人生（すばらしき わがじんせい）とは、創価学会系列企業であるシナノ企画から発売されていたビデオ作品のシリーズである。

## 作品概要
すべてVHSビデオである。1992年（平成4年）2月1日に発売された「すばらしきわが人生」（第1作）以降、Part6までの作品が制作されたが、同社のVHS作品取り扱い中止に伴い、2010年（平成22年）12月21日の最終受付をもって販売終了となったことが2011年（平成23年）1月5日に発表された。なお、Part3については、2004年前半から欠番扱いとなっていた。

### 発売リストと内容
すばらしき わが人生
出典 : 
- シナノ企画作品番号 : VC-29
- 出演者 : 岸本加世子、山本リンダ、雪村いづみ
- 収録時間 : 20分
- 発売日 : 1992年（平成4年）2月1日
- 価格 : 1,800円

すばらしき わが人生 Part3
出典 : 
- シナノ企画作品番号 : VC-86
- 出演者 : 上田正樹、渡瀬悠宇、山本和範
- 収録時間 : 20分
- 発売日 : 1996年（平成8年）11月1日
- 価格 : 1,900円

すばらしき わが人生 Part5
出典 : 
- シナノ企画作品番号 : VC-111
- 出演者 : 雪村いづみ
- 収録時間 : 15分
- 発売日 : 1999年（平成11年）1月1日
- 価格 : 1,400円

すばらしき わが人生 Part2
出典 : 
- シナノ企画作品番号 : VC-40
- 出演者 : 久本雅美、島田歌穂、沢たまき
- 収録時間 : 20分
- 発売日 : 1993年（平成5年）1月1日
- 価格 : 1,900円

すばらしき わが人生 Part4
出典 : 
- シナノ企画作品番号 : VC-100
- 出演者 : 柴田理恵（久本雅美も出演）
- 収録時間 : 15分
- 発売日 : 1998年（平成10年）1月1日
- 価格 : 1,400円

すばらしき わが人生 Part6
出典 : 
- シナノ企画作品番号 : VC-127
- 出演者 : 田中美奈子、宮島達男、飛鳥左近
- 収録時間 : 17分
- 発売日 : 2000年（平成12年）9月1日
- 価格 : 1,400円

## インターネット上での人気
Part2の久本が池田大作名誉会長から漫才を褒められて「頭がパーン」となったと語るシーンはMAD素材の定番として知られている。
2013年（平成25年）10月22日には、創価学会がISPであるGMOインターネットを相手取りアップロード者の情報開示を請求した裁判において、東京地方裁判所は創価学会の主張を認め情報開示を命じる判決を出した。